# Велестово (Охрид)
Велестово (мкд. Велестово) је насеље у Северној Македонији, у југозападном делу државе. Велестово припада општини Охрид.

## Географија
Насеље Велестово је смештено у крајње југозападном делу Северне Македоније. Од најближег града, Охрида, насеље је удаљено 6 km југоисточно.
Велестово се налази у историјској области Охридски крај, која се обухвата источну и североисточну обалу Охридског језера. Насеље је смештено високо, на западним падинама планине Галичице, а изнад Охридског језера. Због тога се из насеља пружа несвакидашњи поглед на језеро и окружење. Надморска висина насеља је приближно 1.060 метара.
Клима у насељу је планинска због знатне надморске висине.

## Становништво
Велестово је према последњем попису из 2002. године имало 53 становника. 
Већину становништва чине етнички Македонци (100%).
Већинска вероисповест је православље.